# ليونيل بوين
ليونيل بوين (بالإنجليزية: Lionel Bowen)‏ (31 ديسمبر 1915 بساوثهامبتون في المملكة المتحدة - 1 يوليو 1996 في المملكة المتحدة) هو لاعب كرة قدم بريطاني (وحمل سابقاً جنسية المملكة المتحدة لبريطانيا العظمى وأيرلندا) في مركز الدفاع. لعب مع نادي ساوثهامبتون وWinchester City F.C. ‏.